# Anas gibberifrons
Anas gibberifrons е вид птица от семейство Патицови (Anatidae).

## Разпространение
Видът е разпространен в Индонезия и Източен Тимор.